# Redshift
Redshift是一个支持GPU加速的3D渲染软件，由Maxon Computer GmbH的子公司Redshift渲染技术公司負責开发。

## 概覽
根据开发商的说法，Redshift是市场上第一个具有完全GPU加速的3D渲染器。它最初是由Redshift渲染技术公司在2014年发布的。
2019年，Redshift渲染技术公司连同其软件产品被德国3D软件公司Maxon（Cinema 4D的开发商）收购。
2021年4月13日，该软件發佈了其第一个macOS版本。

## 來源
1. ↑  . MAXON. 19 July 2021  [29 July 2021]. （原始内容存档于2022-01-13）.
2. ↑  . Redshift 3D.   [29 July 2021]. （原始内容存档于2021-06-20）.
3. 1 2  . CG Channel.   [24 April 2020]. （原始内容存档于2022-04-08） （美国英语）.
4. ↑  . BusinessWire. Berkshire Hathaway.   [29 July 2021]. （原始内容存档于2022-01-13）.

## 外部鏈接
- 官方网站